# قائمة الشركات المشاركة في حرب غزة
لقد قدمت العديد من الشركات الدولية الأسلحة والتكنولوجيا والدعم اللوجستي لإسرائيل خلال حرب غزة، مما ساهم في عمليات أدت إلى وقوع العديد من الضحايا المدنيين ودمار واسع النطاق، وهي أفعال تعتبرها العديد من منظمات حقوق الإنسان جرائم حرب محتملة.

## قائمة الشركات المتورطة في حرب غزة: نقاط أساسية وأنواع التورط
ان قائمة الشركات المتورطة في حرب غزة دور العديد من الشركات التي قدمت دعمًا ماديًا وتقنيًا للكيان الاسرائيلي، مع تداعيات على العمليات العسكرية في قطاع غزة والأراضي الفلسطينية. النقطة المحورية في المقال هي تسليط الضوء على كيفية استخدام منتجات وخدمات هذه الشركات في سياق أدى إلى خسائر كبيرة في الأرواح المدنية ودمار واسع النطاق، وهي أفعال تعتبرها العديد من منظمات حقوق الإنسان انتهاكات محتملة للقانون الدولي وجرائم حرب.

## الأسلحة والعتاد العسكري
1. نوع الدعم: توفير طائرات مقاتلة متطورة، طائرات بدون طيار، قنابل، صواريخ، مركبات مدرعة، ومعدات عسكرية أخرى. تعتبر هذه الأنظمة حاسمة لعمليات الدفاع والهجوم.
2. أمثلة على الشركات: تذكر المقالة شركات تصنيع الدفاع مثل لوكهيد مارتن (Lockheed Martin)، بوينغ (Boeing)، رايثيون تيكنولوجيز (Raytheon Technologies - RTX)، جنرال ديناميكس (General Dynamics)، وجنرال أتوميكس (General Atomics). توفر هذه الشركات العملاقة في مجال الدفاع طائرات (مثل F-15، F-16، F-35)، وصواريخ، وقنابل، وأنظمة طائرات بدون طيار تستخدمها القوات الإسرائيلية.

### التكنولوجيا، المراقبة، والذكاء الاصطناعي
1. نوع الدعم: توفير البنى التحتية السحابية، برمجيات الذكاء الاصطناعي، أنظمة المراقبة المتقدمة، إدارة قواعد البيانات، وأدوات تحليل البيانات، مما يعزز قدرات الاستخبارات العسكرية والاستهداف.
2. أمثلة على الشركات: تُذكر جوجل (ألفابت إنك.)، أمازون (AWS)، ومايكروسوفت (Microsoft) لخدمات الحوسبة السحابية. وتُذكر بالانتير تكنولوجيز (Palantir Technologies) لدعمها برمجيات تحليل البيانات العسكرية وأتمتة عمليات اتخاذ القرار. وتُشار إلى آي بي إم (IBM) لإدارة قواعد بيانات السكان.

### الآلات الثقيلة والبنية التحتية
1. نوع الدعم: توفير الجرافات والحفارات والآلات الثقيلة الأخرى المستخدمة في العمليات العسكرية (مثل هدم المباني) ولبناء البنى التحتية المدنية والعسكرية في المستوطنات الإسرائيلية، التي تعتبر غير قانونية بموجب القانون الدولي.
2. أمثلة على الشركات

تُذكر كاتربيلر (Caterpillar) بشكل متكرر لجرافاتها من طراز D9 المعدلة، المستخدمة في عمليات الهدم. وقد تكون شركات أخرى في مجال الآلات الثقيلة متورطة في مشاريع بنية تحتية مختلفة.

### الخدمات المالية والاستثمارات
1. نوع الدعم: استثمارات كبيرة في شركات قطاع الدفاع التي تتعامل مع إسرائيل، وخدمات مصرفية، وإدارة أموال، وشراء سندات حكومية يمكن أن تساهم في تمويل العمليات العسكرية.
2. أمثلة على الشركات: قد تذكر المقالة بنوك استثمار كبيرة ومديري أصول مثل جي بي مورغان تشيس (JPMorgan Chase)، بنك أوف أمريكا (Bank of America)، بلاك روك (BlackRock)، وفانغارد (Vanguard)، التي تمتلك حصصًا كبيرة في شركات تصنيع الأسلحة أو تقدم خدمات مالية للحكومة الإسرائيلية.

### الخدمات المدنية ذات التداعيات الإقليمية
1. نوع الدعم: منصات حجز أو خدمات تُدرج عقارات أو أنشطة تجارية في المستوطنات الإسرائيلية بالأراضي المحتلة، مما يساهم في تطبيع أو تحقيق أرباح من هذه المستوطنات.
2. أمثلة على الشركات: تُذكر بوكينغ دوت كوم (Booking.com) وإير بي إن بي (Airbnb) لإدراج أماكن إقامة في المستوطنات بالضفة الغربية.

### السياق والآثار المترتبة
ان تورط هذه الشركات ليس مجرد مسألة تجارية، بل يثير قضايا المسؤولية المؤسسية بموجب القانون الدولي. ويُبرز كيف يمكن أن تؤدي عمليات هذه الشركات في سياق النزاع إلى عواقب إنسانية وخيمة، وكيف أن أفعالها غالبًا ما تكون هدفًا لحملات المقاطعة وسحب الاستثمارات والعقوبات (BDS) من قبل النشطاء ومنظمات حقوق الإنسان التي تتهمها بالتواطؤ في انتهاكات حقوق الإنسان والقانون الدولي.